# Asby (Cumbria)
Asby is een civil parish in het bestuurlijke gebied Eden, in het Engelse graafschap Cumbria. In 2001 telde het dorp 280 inwoners.